# Guambius coloradanus
Guambius coloradanus är en mångfotingart som först beskrevs av Chamberlin 1912.  Guambius coloradanus ingår i släktet Guambius och familjen stenkrypare. Inga underarter finns listade i Catalogue of Life.